# Jegindø
Jegindø (lokalt udtalt Jenø) er en ø i den vestlige del af Limfjorden. Jegindø er forbundet med halvøen Thyholm via en dæmning. Hovedbyen er Jegind. I starten af 2007 blev der lavet et 1,8 meter højt hul i dæmningen, fordi vandgennemstrømning skulle formindske lugtgenerne ved Tambosund. Indtil kommunalreformen i 2007 var øen en del af Thyholm Kommune, og nu er den en del af Struer Kommune. Selve øen er cirka 6 km lang og 3 km bred. Den har ingen skove, vandløb eller søer.
- Areal: 7,91 km².
- Indbyggere: 507 (1. januar 2005).
- Højeste punkt: 13 m over havets overflade.

Øen har en kirke (Jegindø Kirke), en havn og et missionshus. Erhvervsmæssigt drives der herudover fiskeri, forarbejdning og salg af fisk og muslinger og landbrug.